# 赫斯特 (密蘇里州德克薩斯縣)
赫斯特（英語：Hurst）是位於美國密蘇里州德克薩斯縣的鬼鎮。

## 歷史
赫斯特的郵局於1900年設立，其後於1919年停運。

## 地理
赫斯特所處的海拔為高於海平面376米（即1234英呎），而該地所採用的時區為UTC-6，即北美中部時區（CST）。同時該地設有夏令時間，為UTC-6調快一小時，即UTC-5（CDT）。